# 喀山省
喀山省（俄语：Казанская губерния）是俄羅斯帝國的一個省。建於1708年，是原來的八個省之一。其範圍包括了今日的韃靼斯坦共和國、楚瓦什共和國和馬里埃爾共和國。首府喀山。